# John Esten Keller
John Esten Keller (1917-2010), fue un hispanista estadounidense.

## Biografía
Profesor de la Universidad de Carolina del Norte, publicó ensayos, artículos y ediciones de libros medievales en prosa y se especializó en la cuentística hispánica de la Edad Media. Se le deben estudios sobre las Cantigas de Santa María de Alfonso X el Sabio respecto a la vida diaria, el folclore y los temas. En 1958 publicó en Madrid su edición del Libro de los gatos, un conjunto de cuentos de la Edad Media, y en 1961 apareció su edición del Libro de los exenplos por a. b. c., ambas obras publicadas por el Consejo Superior de Investigaciones Científicas. En 1949, la Universidad de Tennessee editó su libro Motif-Index of Mediaeval Spanish Exempla. En 1953 vio la luz su edición de otro libro de cuentos medievales, el Libro de los engaños e los asaymientos de las mugeres, también conocido como Sendebar, que corrigió en una segunda edición de 1959. Tradujo al inglés esta obra con el título The Book of the Wiles of Women (1956) y también, de Juan Ruiz, The Book of Good Love, ed. John Esten Keller (Chapel Hill, 1968). 